# Alardo de Popma

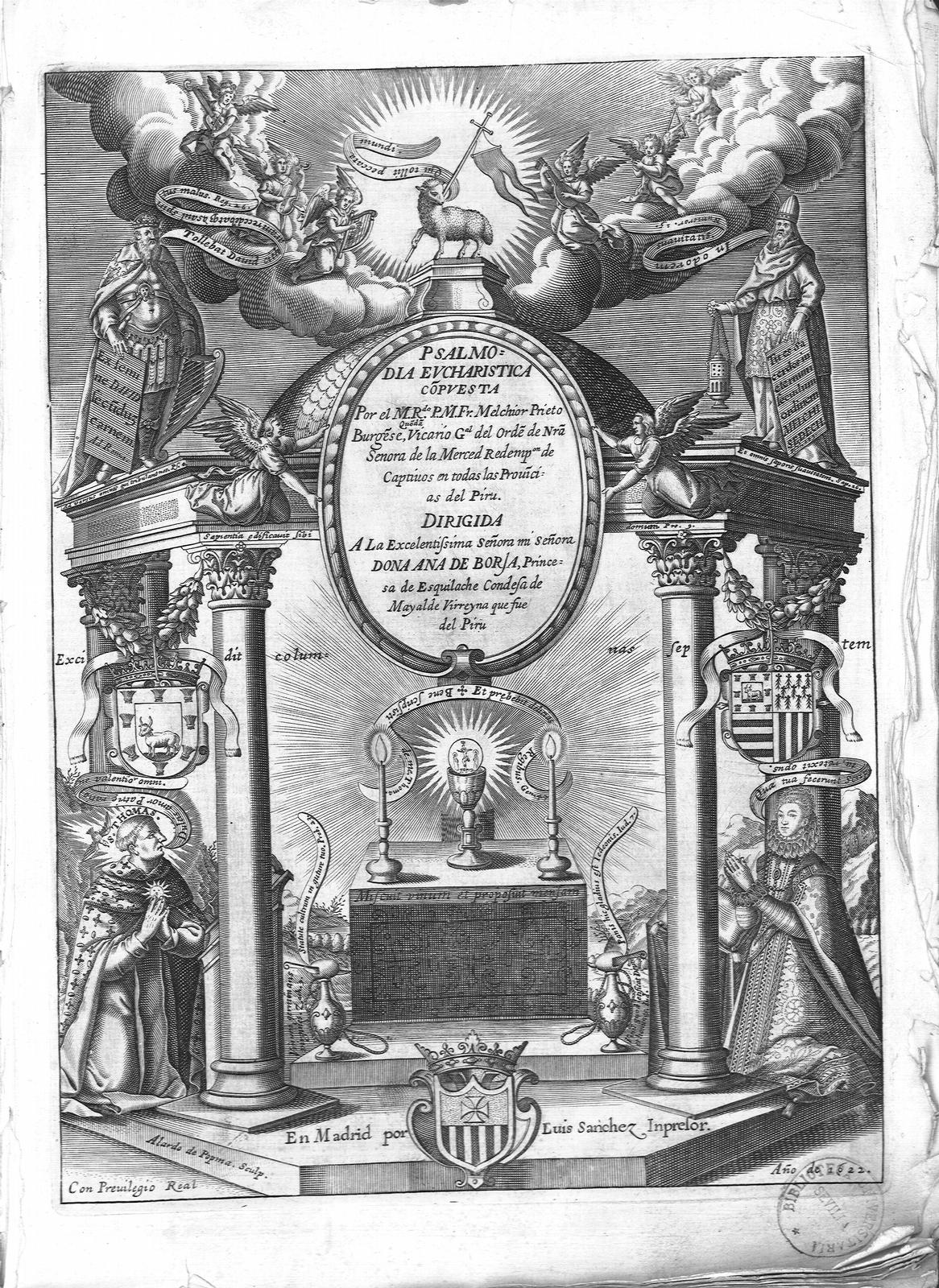
Portada de la Psalmodia Eucharistica compuesta por Melchor Prieto y editada en Madrid por Luis Sánchez, 1622, con grabados de Alardo de Popma, Juan de Courbes y Juan Schorquens sobre dibujos del propio Prieto.

Alardo de Popma fue un calcógrafo natural de Flandes y activo en Sevilla, Toledo y Madrid entre 1617 y 1641.

## Obra
Las primeras noticias que se tienen de su trabajo datan de 1617, cuando se publicó en Cádiz el Comentario sobre las palabras de Nuestra Señora, que se hallan en el Evangelio de fray Pedro de Abreu, con estampa en portada firmada por Popma. El mismo año firmó algunas de las estampas sobre dibujos del toledano Antón Pizarro que se publicaron dos años más tarde con la Crónica de los Ponce de León. 
Trabajó al servicio de distintos impresores proporcionando habitualmente las portadas y frontispicios de libros, labradas a buril sobre láminas de cobre.
Entre otros trabajos, caracterizados por la seguridad y limpieza del trazo, pueden citarse:
- Portada y sendos pequeños grabados con las representaciones de la imposición de la casulla a San Ildefonso y la aparición de Santa Leocadia, para la Vida de el glorioso doctor San Ildefonso arzobispo de Toledo de Salazar de Mendoza, publicada en Toledo, 1618, sobre dibujos de Antón Pizarro.
- Portada de la Crónica de la excelentísima casa de los Ponce de León, de Salazar de Mendoza, publicada por Diego Rodríguez en Toledo, 1620, estampa hecha también por dibujo de Antón Pizarro, completándose la colaboración entre ambos en sendos retratos y escudos de armas recogidos en páginas interiores.
- Portada del Origen de las dignidades de Castilla, obra también de Salazar de Mendoza y dibujo de Pizarro, editada en Toledo, 1618, por Diego Rodríguez Valdivieso.
- Hoja posterior a la portada de El embaxador de Juan Antonio de Vera y Zúñiga, obra editada en Sevilla en 1620 por Francisco de Lyra. En ella se representa a Felipe III rodeado de emblemas, siendo una de sus obras más afamadas por la claridad del trazo y la utilización de contraluces, pero en exceso recargada por imposición, quizá, de su autor, quien firma como inventor del diseño.
- En 1621 se asoció con Juan de Courbes y Juan Schorquens para realizar a cargo de la orden de Nuestra Señora de la Merced 15 láminas de cobre, ilustraciones de la Psalmodia Eucarística de Melchor Prieto, publicada en Madrid por Luis Sánchez en 1622, sobre dibujos preparados por el mismo Prieto. A Popma correspondió la portada y siete láminas, destacando la Nave de la Iglesia.
- En 1624 realizó el grabado para la portada de la Conservación de las Monarquías, obra escrita por Pedro Fernández de Navarrete, sobre diseño aportado por fray Agustín Leonardo.
- Portada de la Primera parte de las Noticias historiales de las conquistas de tierra firme en las Indias Orientales de fray Pedro Simón, editada en Cuenca por Domingo de la Iglesia.
- Portada arquitectónica con las figuras de Carlos I, Felipe IV, San Benito, Santiago y San Bernardo, en la Historia de las órdenes militares de Santiago, Calatrava y Alcántara de Francisco Caro de Torres, editada en Madrid en 1629 por Juan González.
- Hoja anterior al folio 1 con el retrato de san Juan de la Cruz en el libro Dibujo del venerable varón F. Juan de la Cruz de Jerónimo de San José, editado en Madrid, 1629, por Francisco Martínez.
- Portada del Novus index librorum prohibitorum et expurgatorum preparado por Antonio Zapata y editado por Francisco Lyra en Sevilla, 1632. Estampa de Popma realizada sobre un dibujo preparado por Francisco de Herrera el Viejo.

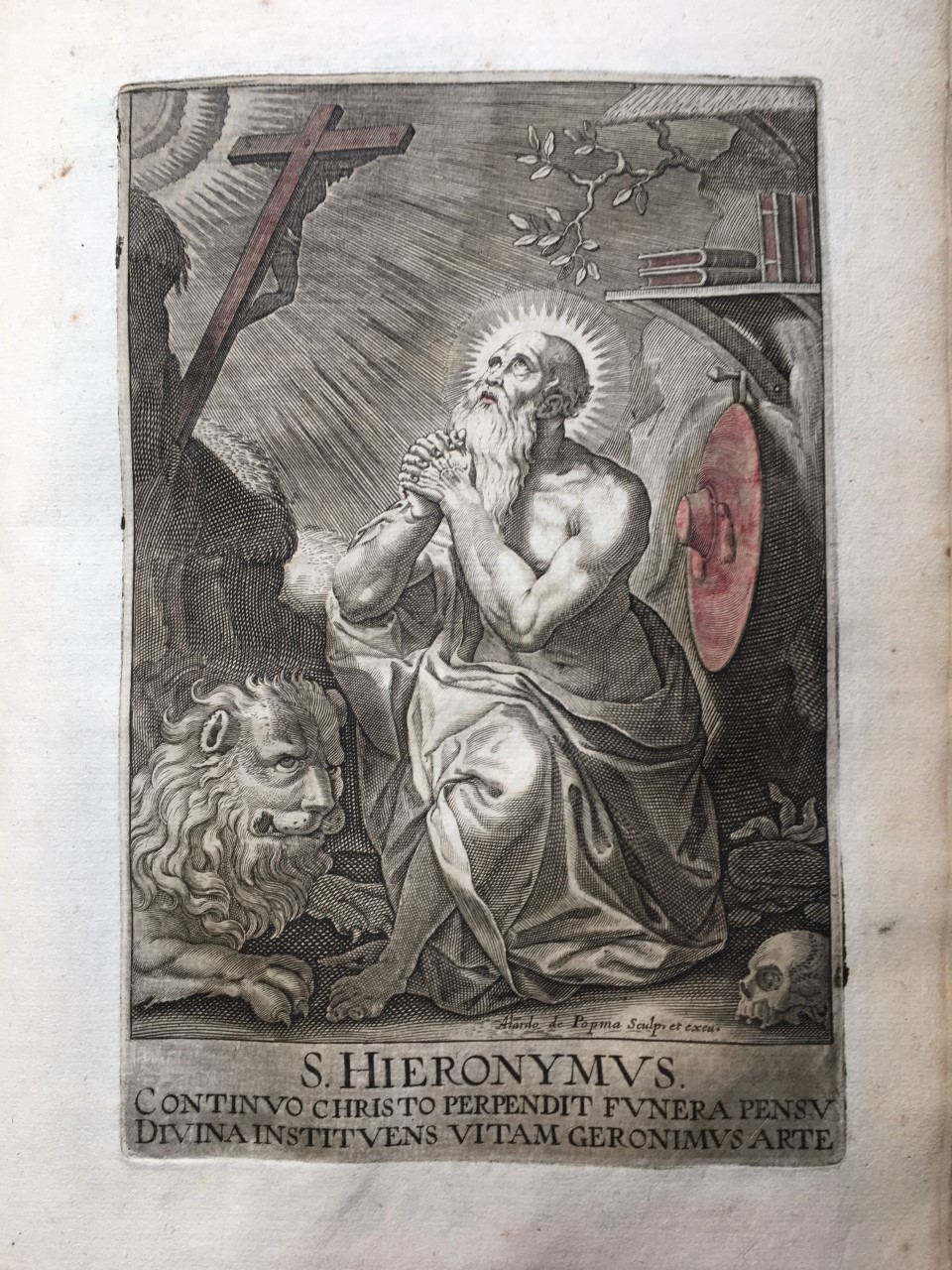
Estampa suelta de devoción de San Jerónimo, grabada y publicada por Alardo de Popma en Sevilla hacia 1618.

Establecido en la Corte intentó hacer negocio como impresor de hojas sueltas, al parecer con poco éxito. De su trabajo en este orden se conocen únicamente dos obras: un grabado en talla dulce de la bahía de Todos los Santos y ciudad de San Salvador en la costa del Brasil, reconquistada a los holandeses por Fadrique de Toledo, 1625, con la indicación «véndese en la calle de Toledo [Madrid], en casa de Alardo de Popma enfrente del Estudio de la Compañía de Jesús», y una tosca estampa de la Inmaculada rodeada por los atributos de la Letanía en medallones, sin indicación de año, ambas conservadas en la Biblioteca Nacional de Madrid.